# Ашнарово (Минский район)
Ашнарово (бел. Ашна́рава) — деревня в Минском районе Минской области Республики Беларусь. В составе Шершунского сельсовета.

## География
Пролегает автомобильная дорога Н8954.

## История
На 1776 год деревня Ашнарово входила в состав Минского уезда Минского воеводства Великого Княжества Литовского и находилась во владении Бутримовичей, здесь было 7 дворов.
На 1791 год она входила в состав имения Соломоречье и принадлежала к Заславскому приходу.
В 1909 году в Семково-Городецкой волости Минского уезда Минской губернии.

## Население

### Численность
- 2012 год — 24 человек

### Динамика
- 1909 год — 118 человек, 23 двора в деревне Вейшнарово и 53 человек, 1 двор в фольварке Вейшнарово[3]
- 1999 год — 30 человек (перепись населения)
- 2009 год — 31 человек (перепись населения)[3]
- 2012 год — 24 человек